# Grygielany Małe
Grygielany Małe − dawniej wieś, obecnie część Olan na Białorusi, w obwodzie grodzieńskim, w rejonie oszmiańskim, w sielsowiecie Boruny.

## Historia
W czasach zaborów wieś w gminie Kucewicze, w powiecie oszmiańskim, w guberni wileńskiej Imperium Rosyjskiego. W 1905 roku wieś liczyła 55 mieszkańców, 10 dziesięcin.
W latach 1921–1945 wieś leżał w Polsce, w województwie wileńskim, w powiecie oszmiańskim, w gminie Kucewicze.
W 1931 wieś w 8 domach zamieszkiwało 45 osób.
Wierni należeli do parafii rzymskokatolickiej w Borunach. Miejscowość podlegała pod Sąd Grodzki w Oszmianie i Okręgowy w Wilnie; właściwy urząd pocztowy mieścił się w Borunach.
Po II wojnie światowej w granicach Związku Sowieckiego. Od 1991 w niepodległej Białorusi.